# Spáth Tibor

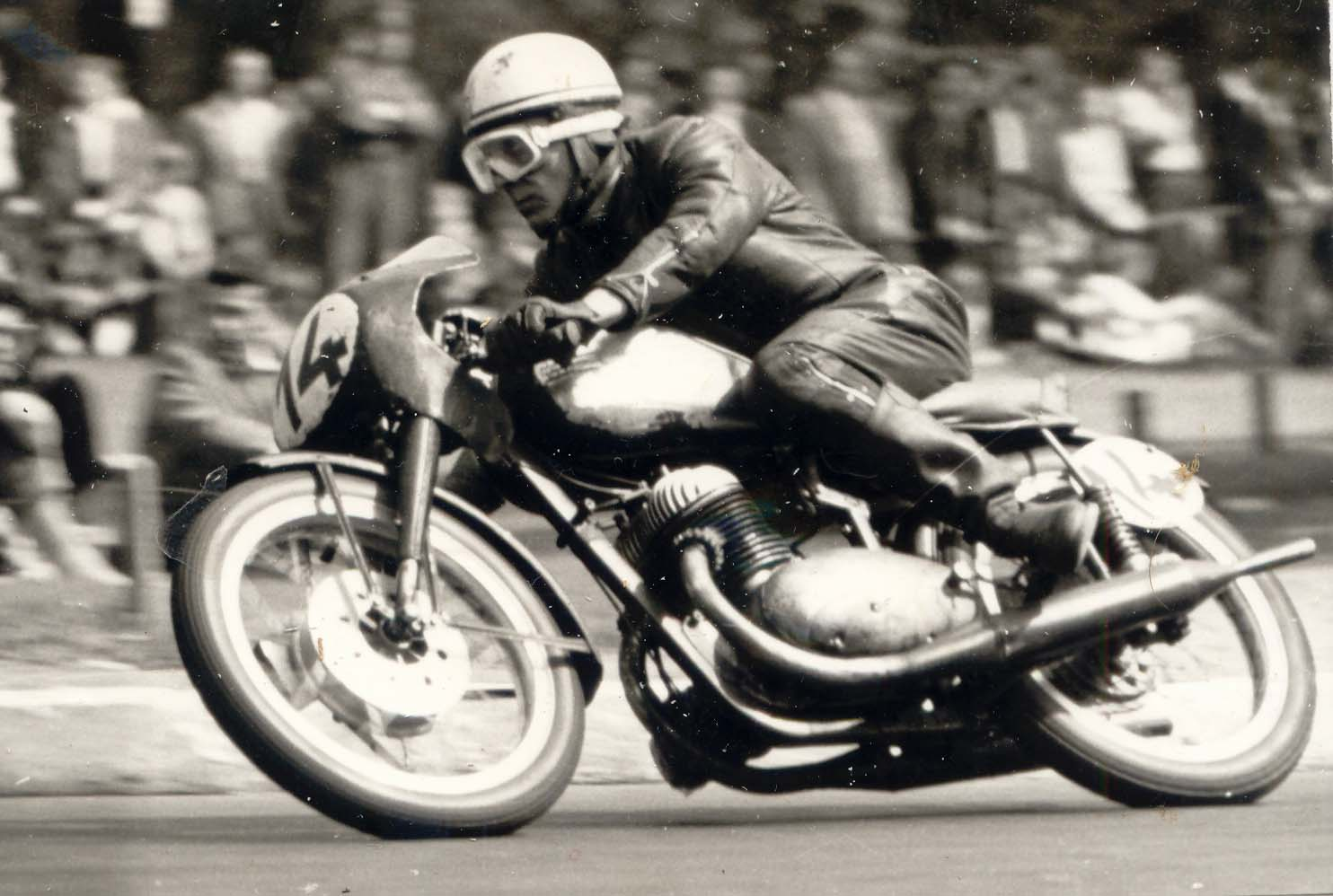
Így nézet ki a 350-es Jawa a kezdetekkor 1959-60

Spáth Tibor (eredeti keresztneve Tivadar) (Budapest, 1936. július 12. –) magyar motorversenyző, sportvezető és tanár.

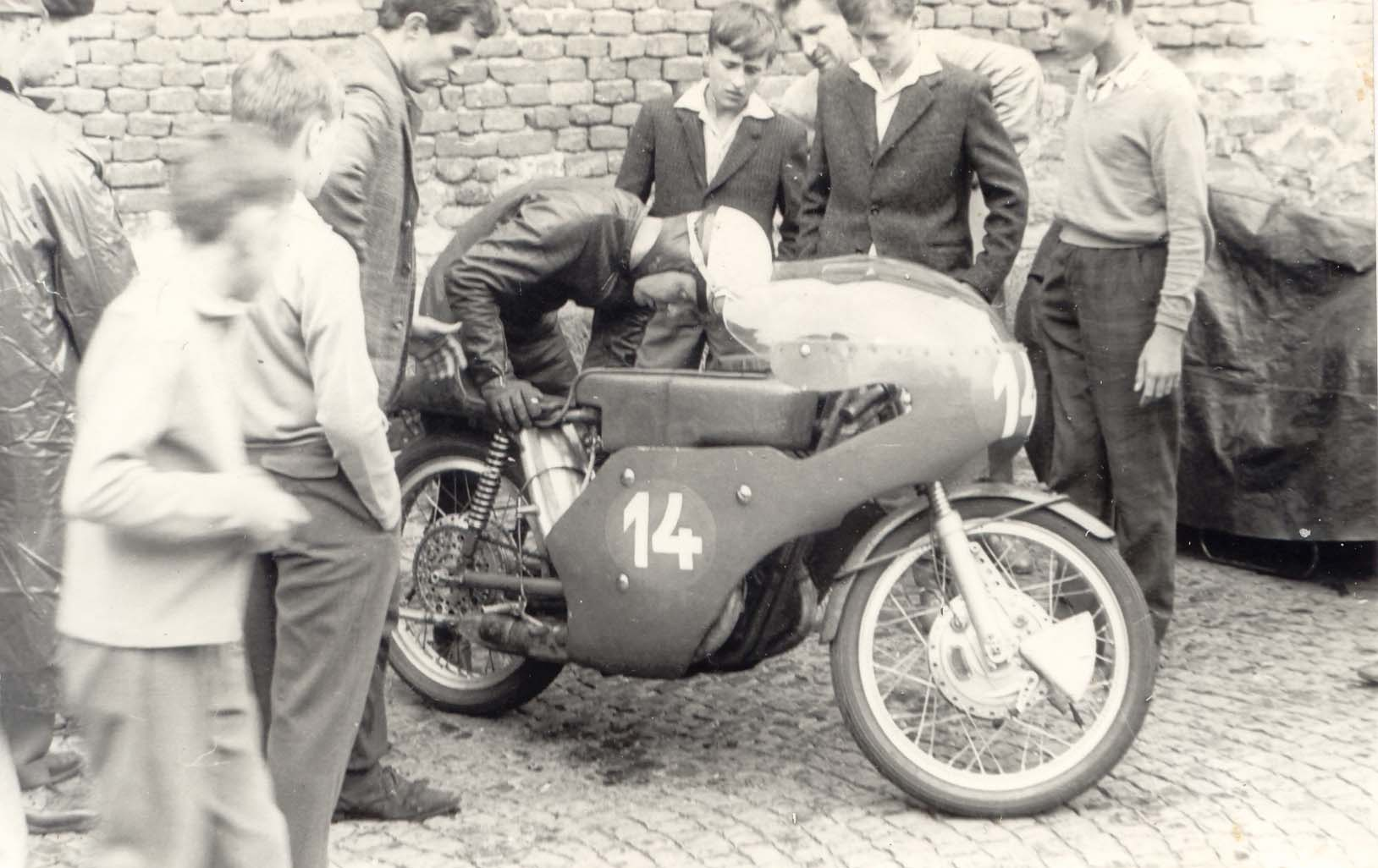
Így nézet ki a Jawa 1966-ban néhány év megfeszített munkája után a teljesítménye 16LE-röl 42,5LE re növekedett a végsebessége 214 Km/h volt

## Életútja

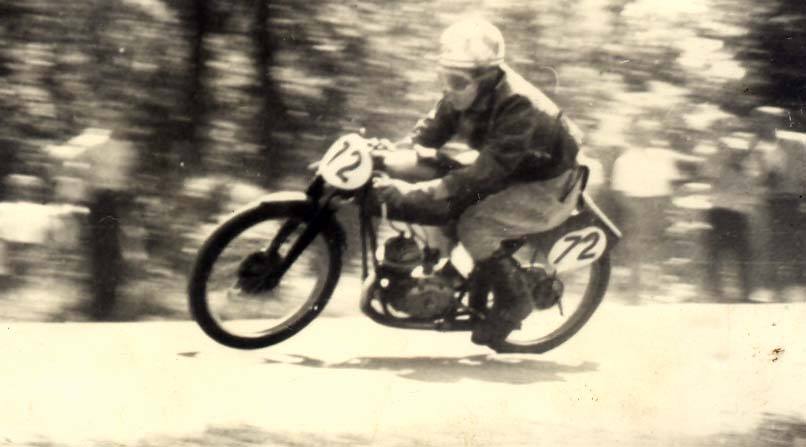
1955 Tihany 125-ös kategória, a bőrruhát még pufajka nadrág helyettesíti.

Általános iskolai tanulmányait a Pasaréti, Fenyves utcai, majd a Városmajor utcai iskolákban végezte el. Középiskoláit a Márvány utcai Közgazdasági Technikumban kezdte meg. Szülei Élelmiszer-Vegyes kereskedését államosították, ezért anyagi okokból az iskolából kimaradt. Megszerezte a teherautó vezetői jogosítványt, és sofőrként helyezkedett el.
Az 1940-es évek végén, s az 1950-es évek elején rengeteg motorversenyt rendeztek a fővárosban, és szerte vidéken. Motoros pályafutása az I-kerületi MHSZ-nél kezdődött, ahol társadalmi aktívaként vett részt a klub életében. A kerületi MHSZ klubokból a nagy fővárosi egyesületek a tehetséges fiatalokat kiemelték. 1954-ben egy túraversenyt írtak ki kezdő motorosok részére, ezt a versenyt sikerült megnyernie, ezután a Zalka Máté motoros klub átvette a fiatal versenyző palántát. Széria utcai gépekből készítettek vérbeli versenymotorokat. Első motorja egy 125 Csepel volt. A 125-ös kategóriában rengeteg induló volt (előfordult 50-60 induló is). A telített mezőnyből persze mindenki ki akart tűnni, és ez öldöklő küzdelmeket hozott. Minden szabadidejében a motorfelkészítéssel foglalkozott, összes pénzét a motorjára fordította. Sportpályafutását együtt kezdte Szabó II Lászlóval, aki szintén 1954-ben került a Zalkába. Ekkor került az egyesülethez Szöllösi Zsigmond tuningmester az Autótaxi motorosklubból, feladata a fiatal versenyzők motorjainak felkészítése a versenyekre. Szöllösivel sok évig tartó gyümölcsöző együttműködés vette kezdetét.

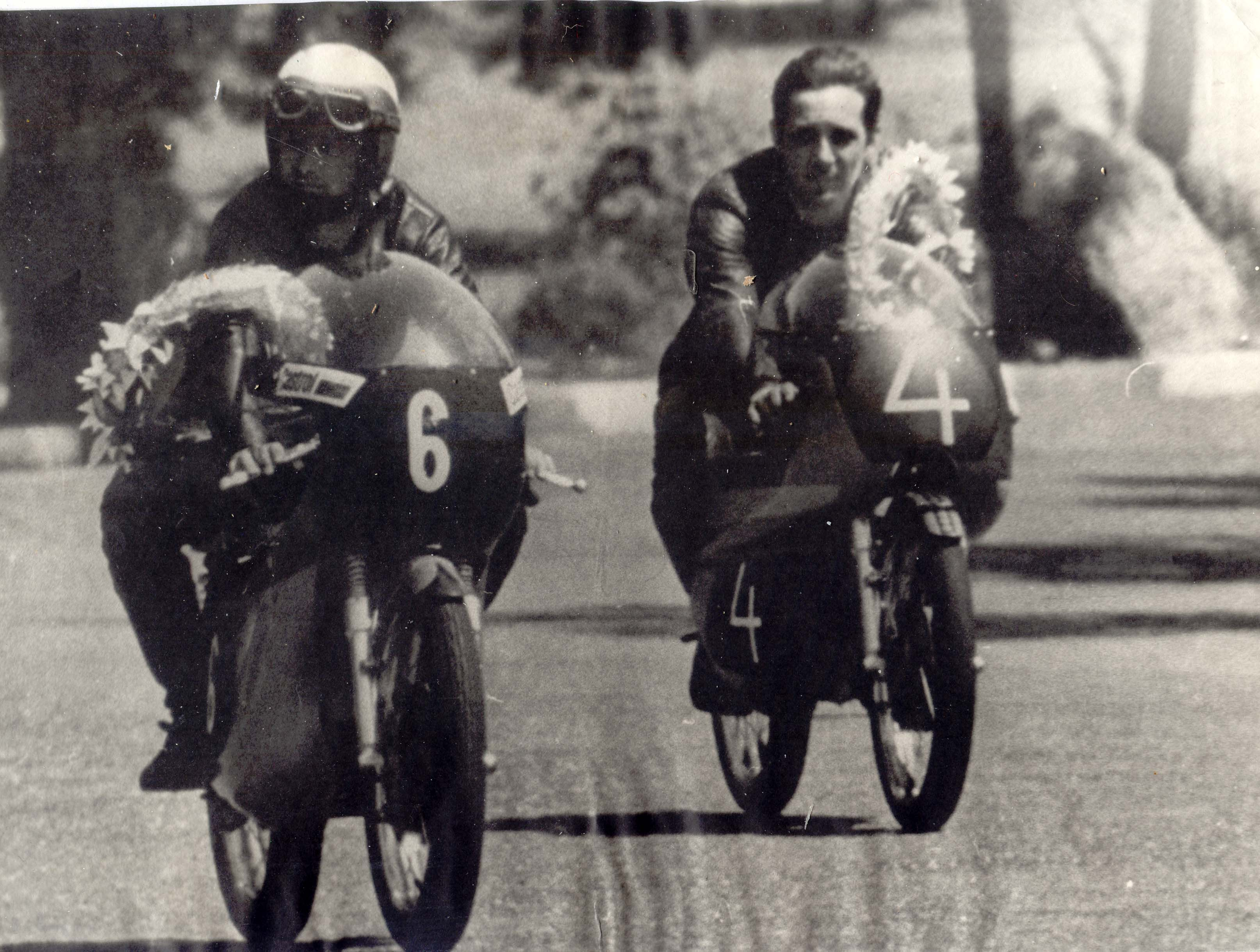
1970 Szabó II László 6 és Spáth Tibor 4 ,mindketten 125-ös MZ motoron.

1956-ban a motorosklubokat központosították, ez rengeteg kis klub megszűnését hozta, sok nagy hagyományokkal és eredményekkel rendelkező motoros szakosztály szűnt meg, illetve olvadt bele a nagyokba. Megszűnik az Autótaxi, az Előre, a Ganz-Mávag, Vasas, Postás, Csepeli Vasas, Törekvés motoros részlege. Az 1956-os forradalom után nagyon sokan disszidáltak a motorsportból, Spáth Tivadar itthon maradt, és 1957-ben egy forgószelepes motoron kezdett dolgozni, amely azonban zsákutcának bizonyult, rengeteg munka kínlódás után sem volt versenyképes. 1959-ben a tihanyi versenyen, váratlanul felülhetett egy 350-es Jáwára. Az idegen motorral nem kis meglepetésre az edzésen a legjobb időt érte el. A versenyen a mélyen döntött motor, a leérő gyújtómágnes miatt kicsúszott, és a nagy meglepetés elmaradt.
1960-ban megnyerte első bajnoki címét a 350-es sport kategóriában, melyet még ötször ismételt meg.
A Taxi vállalatnál helyezkedett el mint gépkocsivezető. Magyarországon ő alkalmazta először az üvegszálas műgyanta technológiát az áramvonalidomok, üzemanyag tankok, ülések elkészítésénél. Motorja mind esztétikailag, mind teljesítményben, kimagaslott a mezőnyből. 1962-ben megkapta Szabó II László régi MZ-jét. A motor első beindításnál rögtön tönkre ment, nagyon súlyosan sérült a blokk (főtengelytörés). Így most már két motor gondjaival kellett megküzdenie. Évek alatt az MZ is megújult formát és új technikai belsőt kapott. Ekkor került kapcsolatba Varga Zsolttal, aki az Iparművészeti Főiskola formatervező szakán végzett. Varga Zsolt egy ösztönös műszaki zseni volt, nagyon sokat segített, a motorok kívül-belül megújultak.
1966-ban a 125 speciál, és a 350-es sport kategória bajnoki címét is megnyerte. 1968-ban egy új spanyol 250-es Bultaco motort kapott az egyesülettől, ebben a motorban nem sok öröme volt. Gyenge volt és megbízhatatlan motornak bizonyult. 1969-ben a Honvéd Motoros Szakosztály 25 éves jubileuma alkalmából egy nagy nemzetközi versenyt rendeztek, sok külföldi indulóval. A versenyen egyetlen magyar győzelem született, a 125-ös kategoriában, 1.Spáth Tibor 2. Szabó II László. 3.Franz Döhnert
1970 tavaszi versenyén hatalmas küzdelemben második helyen végzett a 125-ös kategóriában Szabó II László mögött, harmadik Drapál János lett. Ezen a versenyen a 250-es kategóriában a Bultacoval indult volna, de a motor nem készült el. A versenyre kölcsön kapta Csabai Béla utcai járó motorját egy Pannónia P-20-at. A rendszámos széria motorral körökön keresztül tartotta a Yamahák iramát, de P-20-as egyik dugattyúja megszorult, így kiállni kényszerült. Ez a verseny megmutatta,  versenyzői kvalitása  nagyságát.
1970 augusztusi versenyen a Bultaco megszorult alatta, a bukás elkerülhetetlen volt, szilánkos bokatörés, és gerinctörés lett a következmény. Hosszú lábadozás után 1971 tavaszán indult el utolsó versenyén. 125-ös MZ-vel harmadik helyen végzett. Többet nem ült motorra, egészségi állapota miatt felhagyott a versenyzéssel.
1972-ben Szabó II László szerelője lett, együtt járták Európa versenypályáit. 1973-ra nagy tervekkel készültek, két új Yamaha, rengeteg pótalkatrész, egy Barkas busz, világútlevél. A nagy álmok nem válhattak valóra.  Az első verseny után Franciaországban önhibájukon kívül autóbalesetet szenvedtek, nagyon súlyos sérülésekkel. Ez Szabó László pályafutásának végét is jelentette.
Spáth Tibor évekig a Sportkórház lakója lett, a baleset nyomait egész életében viselnie kell.
Rengeteg szabadideje lett, ekkor indult a SZET (szakmunkások az egyetemre). Bekerült a Műszaki Egyetemre és sikeresen elvégezte. Később doktori címet is szerzett. Az 1980-as évek közepén visszakerült a Zalka Máté Motoros klubba, mint vezető. Átszervezte a klub működését, és lépéseket tett az önfenntartó működés felé. Vezetése alatt Juhász Károly és Szabó János Európa Bajnoki második helyezést ért el, amelyek akkor a magyar motorsport legnagyobb eredményei voltak.
Jelenleg műszaki tanár a MAMI Magyar Motorkerékpár Szakközépiskolában.
Startszámai: 1954: 226; 1955-1956: 72; 1957-1958: 37; 1959-1968: 14; 1969-1971: 4